# Maryenlist Odense
Le Maryenlist Odense est un club danois de volley-ball fondé en 1976 et basé à Odense. Il évolue au plus haut niveau national (Elite Division).

## Palmarès
- Championnat du Danemark (6)
  - Vainqueur : 2005, 2006, 2008, 2009, 2010, 2011
- Coupe du Danemark (1)
  - Vainqueur : 2004

## Effectifs de la saison en cours
Entraîneur : Peter Lyø  Danemark ; entraîneur-adjoint : Kaj Rasmus Jeppesen  Danemark
| Numéro | Nom                 | Taille | Nationalité |
| 1      | Toke KLOL           | 2,02   | Danemark    |
| 2      | Lasse WESTERGAARD   | 1,90   | Danemark    |
| 3      | Paw HARDER          | 1,94   | Danemark    |
| 4      | Shaun POWELL        | 1,91   | Canada      |
| 5      | Milos STUPAR        | 1,97   | Serbie      |
| 6      | Matthias HARALDSSON | 1,81   | Islande     |
| 7      | Jacob NIELSEN       | 2,00   | Danemark    |
| 9      | Jesper HANSEN       | 1,90   | Danemark    |
| 10     | Shaune ALEXANDER    | 2,01   | Australie   |
| 12     | Daniel THOMSEN      | 1,99   | Danemark    |
| 14     | Per EGGERS          | 2,00   | Danemark    |
| 15     | Anders VILLUM       | 1,91   | Danemark    |